# Ефаева, Елена Сергеевна
Елена Сергеевна Ефаева (род. 6 июня 1989, Глазов, Удмуртская АССР) — российская фигуристка, выступавшая в парном катании. Мастер спорта международного класса. Основных успехов в спортивной карьере достигла в паре с Алексеем Меньшиковым. Они были бронзовыми призёрами чемпионата России, серебряными призёрами Кубка России и участниками чемпионата Европы (2007).
Ефаева и Меньшиков, представители пермской школы фигурного катания, прекратили сотрудничество летом 2007 года. Причиной стала прибавка партнёрши в росте, что вызвало сложности в исполнении элементов. Алексей завершил спортивную карьеру, а Елена встала в пару с Сергеем Росляковым, который для совместных тренировок переехал из Москвы в Пермь.
На чемпионате России 2008 года Ефаева и Росляков заняли последнее десятое место. Затем завоевали серебро в финале Кубка России. После единственного совместного сезона пара распалась. В сезоне 2008/2009 Елена выступала с Артёмом Патласовым. На чемпионате страны они стали восьмыми. По окончании сезона Ефаева завершила соревновательную карьеру.
Ефаева — выпускница Пермского государственного гуманитарно-педагогического университета по специальности «педагог по физической культуре». Работала тренером по фигурному катанию в Республике Беларусь.

## Результаты
| Результаты выступлений с Алексеем Меньшиковым |       |       |       |       |
| Соревнования                                  | 03/04 | 04/05 | 05/06 | 06/07 |
| Международные                                 |       |       |       |       |
| Чемпионат Европы                              |       |       |       | 6     |
| Гран-при США                                  |       |       |       | 7     |
| Универсиада                                   |       |       |       | 5     |
| Nebelhorn Trophy                              |       |       | 4     |       |
| Чемпионат мира среди юниоров                  |       | 6     |       |       |
| Юниорский Гран-при Румынии                    |       | 3     |       |       |
| Юниорский Гран-при Китая                      |       | 3     |       |       |
| Национальные                                  |       |       |       |       |
| Чемпионат России                              | 6     | 6     |       | 3     |
| Финал Кубка России                            |       |       | 4     | 2     |
| Первенство России среди юниоров               | 5     | 1     |       |       |

| В паре с Сергеем Росляковым |       |
| Соревнования                | 07/08 |
| Чемпионат России            | 10    |
| Финал Кубка России          | 2     |

| В паре с Артёмом Патласовым |       |
| Соревнования                | 08/09 |
| Чемпионат России            | 8     |
| Мемориал Панина             | 3     |